# PGC 2773
LEDA/PGC 2773 ist eine  Spiralgalaxie mit hoher Sternentstehungsrate vom Hubble-Typ Sb im Sternbild Andromeda am Nordsternhimmel. Sie ist schätzungsweise 345 Mio. Lichtjahre von der Milchstraße entfernt. 

Im selben Himmelsareal befinden sich u. a. die Galaxien IC 1583, IC 1585, IC 1586.